# Станнард (Вермонт)
Станнард (англ. Stannard) — місто (англ. town) в США, в окрузі Каледонія штату Вермонт. Населення — 208 осіб (2020).

## Демографія
Згідно з переписом 2010 року, у місті мешкало 216 осіб у 85 домогосподарствах у складі 58 родин. Було 120 помешкань
Расовий склад населення:
| - 96,8 % — білих - 2,3 % — чорних або афроамериканців - 0,5 % — азіатів |

До двох чи більше рас належало 0,5 %. Частка іспаномовних становила 2,3 % від усіх жителів.
За віковим діапазоном населення розподілялося таким чином: 25,5 % — особи молодші 18 років, 63,9 % — особи у віці 18—64 років, 10,6 % — особи у віці 65 років та старші. Медіана віку мешканця становила 41,5 року. На 100 осіб жіночої статі у місті припадало 98,2 чоловіків;  на 100 жінок у віці від 18 років та старших — 101,2 чоловіків також старших 18 років.
Середній дохід на одне домашнє господарство  становив 64 209 доларів США (медіана — 45 625), а середній дохід на одну сім'ю — 74 230 доларів (медіана — 51 250). Медіана доходів становила 32 656 доларів для чоловіків та 23 929 доларів для жінок. За межею бідності перебувало 16,3 % осіб, у тому числі 37,0 % дітей у віці до 18 років та 2,9 % осіб у віці 65 років та старших.
Цивільне працевлаштоване населення становило 129 осіб. Основні галузі зайнятості: освіта, охорона здоров'я та соціальна допомога — 24,0 %, будівництво — 15,5 %, виробництво — 14,7 %.